# Myxine (genre)
Genre
Myxine est un genre d'agnathes crâniates (qui possèdent un crâne) dépourvus de colonne vertébrale. Ils vivent dans les grands fonds marins. 

## Écologie
On les appelle aussi « cochons des profondeurs » car ils sont nécrophages et dégradent donc tous les animaux morts (nécromasse) se déposant dans les fonds marins. 
Leur mode de nutrition est particulier : ils pénètrent dans le corps de poissons morts en trouant leur peau, puis râclent le corps de l'intérieur.

## Liste d'espèces
Selon ITIS et FishBase :
- Myxine affinis  Günther, 1870
- Myxine australis  Jenyns, 1842
- Myxine capensis  Regan, 1913
- Myxine circifrons  Garman, 1899

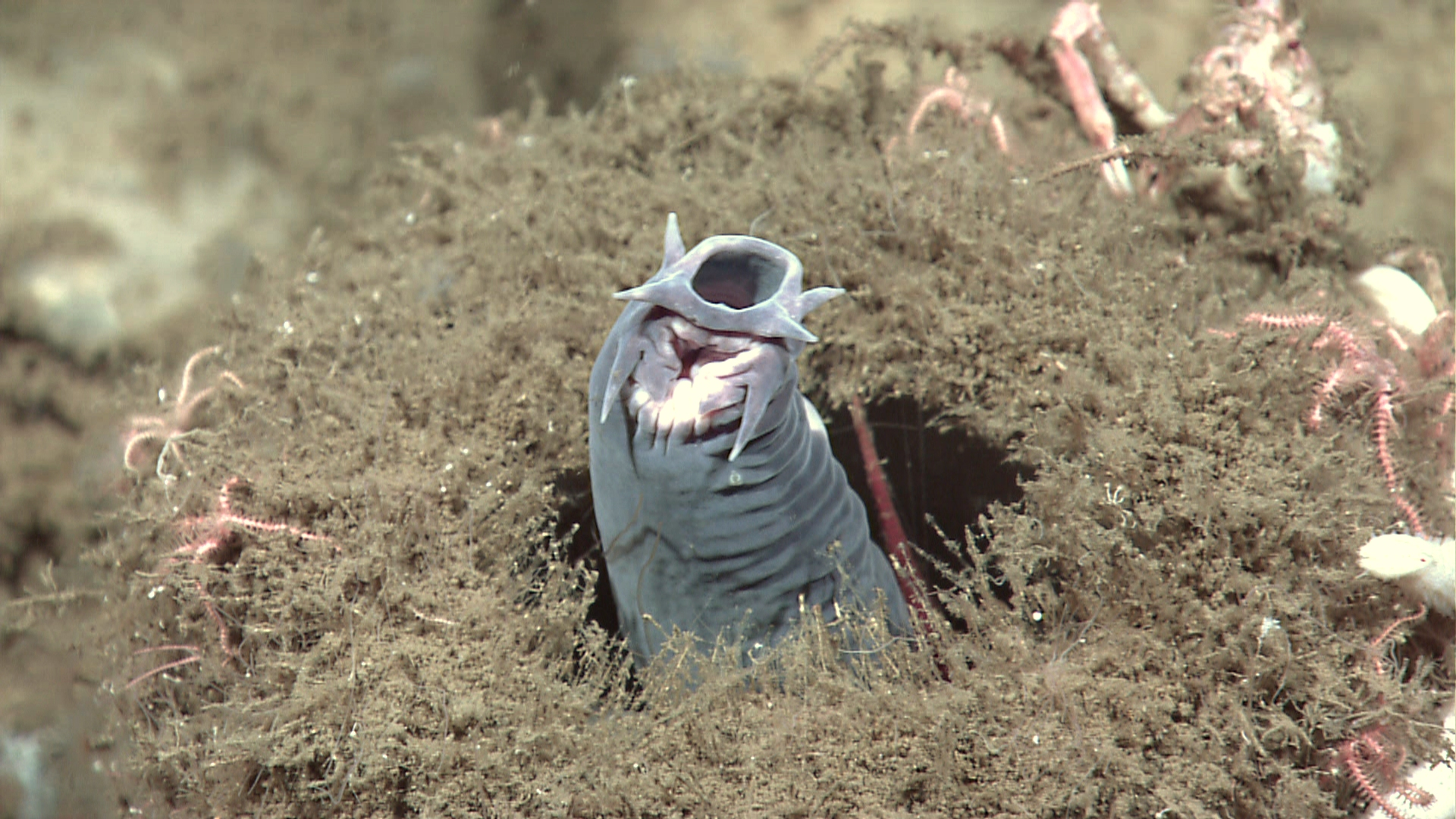
Myxine sp.

- Myxine debueni  Wisner et McMillan, 1995
- Myxine dorsum  Wisner et McMillan, 1995 (non reconnu par ITIS)
- Myxine fernholmi  Wisner et McMillan, 1995
- Myxine formosana  Mok et Kuo, 2001
- Myxine garmani  Jordan et Snyder, 1901
- Myxine glutinosa  Linnaeus, 1758
- Myxine hubbsi  Wisner et McMillan, 1995
- Myxine hubbsoides  Wisner et McMillan, 1995
- Myxine ios  Fernholm, 1981
- Myxine jespersenae  Møller, Feld, Poulsen, Thomsen et Thormar, 2005 (non reconnu par ITIS)
- Myxine knappi  Wisner et McMillan, 1995
- Myxine kuoi  Mok, 2002
- Myxine limosa  Girard, 1859
- Myxine mccoskeri  Wisner et McMillan, 1995
- Myxine mcmillanae  Hensley, 1991
- Myxine paucidens  Regan, 1913
- Myxine pequenoi  Wisner et McMillan, 1995
- Myxine robinsorum  Wisner et McMillan, 1995
- Myxine sotoi  Mincarone, 2001